# Неинформированный метод поиска
Неинформи́рованный по́иск (также слепой поиск, метод грубой силы, англ. uninformed search, blind search, brute-force search) — стратегия поиска решений в пространстве состояний, в которой не используется дополнительная информация о состояниях, кроме той, которая представлена в определении задачи. Всё, на что способен метод неинформированного поиска, — вырабатывать преемников и отличать целевое состояние от нецелевого.

## Алгоритмы

### Поиск в ширину
Поиск в ширину (breadth-first search, BFS) — это стратегия поиска решений в пространстве состояний, в которой вначале развёртывается корневой узел, затем — все преемники корневого узла, после этого развёртываются преемники этих преемников и т.д. Прежде чем происходит развёртывание каких-либо узлов на следующем уровне, развёртываются все узлы на данной глубине в дереве поиска.
Алгоритм является полным. Если все действия имеют одинаковую стоимость, поиск в ширину является оптимальным.
Общее число выработанных узлов (временная сложность) равно O(bd+1), где b — коэффициент ветвления, d — глубина поиска. Пространственная сложность также равна O(bd+1).
Реализация поиска в ширину может использовать очередь FIFO. В начале очередь содержит только корневой узел. На каждой итерации основного цикла из начала очереди извлекается узел curr. Если узел curr является целевым, поиск останавливается, в противном случае узел curr развёртывается, и все его преемники добавляются в конец очереди.
```
function
 
BFS
(
v
 
:
 
Node
)
 
:
 
Boolean
;

begin

  
enqueue
(
v
)
;

  
while
 
queue
 
is
 
not
 
empty
 
do

  
begin

    
curr
 
:=
 
dequeue
()
;

    
if
 
is_goal
(
curr
)
 
then

    
begin

      
BFS
 
:=
 
true
;

      
exit
;

    
end
;

    
mark
(
curr
)
;

    
for
 
next
 
in
 
successors
(
curr
)
 
do

      
if
 
not
 
marked
(
next
)
 
then

      
begin

        
enqueue
(
next
)
;

      
end
;

  
end
;

  
BFS
 
:=
 
false
;

end
;

```

### Поиск по критерию стоимости
Поиск по критерию стоимости (метод равных цен, uniform-cost search, UCS) — обобщение алгоритма поиска в ширину, учитывающее стоимости действий (рёбер графа состояний). Поиск по критерию стоимости развёртывает узлы в порядке возрастания стоимости кратчайшего пути от корневого узла. На каждом шаге алгоритма развёртывается узел с наименьшей стоимостью g(n). Узлы хранятся в очереди с приоритетом.
Этот алгоритм является полным и оптимальным, если стоимости этапов строго положительны. Если стоимости всех этапов равны, поиск по критерию стоимости идентичен поиску в ширину.
Процедура поиска по критерию стоимости может войти в бесконечный цикл, если окажется, что в ней развёрнут узел, имеющий действие с нулевой стоимостью, которое снова указыает на то же состояние. Можно гарантировать полноту и оптимальность поиска при условии, что стоимости всех действий строго положительны.
Поиск по критерию стоимости логически эквивалентен алгоритму Дейкстры (англ. Dijkstra's single-source shortest-path algorithm). В частности, оба алгоритма развёртывают одни и те же узлы в одном и том же порядке. Основное различие связано с наличием узлов в очереди с приоритетом: в алгоритме Дейкстры все узлы добавляются в очередь при инициализации, а в алгоритме поиска по критерию стоимости узлы добавляются «на лету» (англ. on-the-fly, lazily) во время поиска. Из этого следует, что алгоритм Дейкстры применим к явно заданным графам, в то время как алгоритм UCS может быть применён как к явным, так и к неявным графам.

### Поиск в глубину
Поиск в глубину (depth-first search, DFS) — стратегия поиска решений в пространстве состояний, при которой всегда развёртывается самый глубокий узел в текущей периферии дерева поиска. При поиске в глубину анализируется первый по списку преемник текущего узла, затем — его первый преемник и т. д. Развёрнутые узлы удаляются из периферии, поэтому в дальнейшем поиск «возобновляется» со следующего самого поверхностного узла, который всё ещё имеет неисследованных преемников.
Стратегия поиска в глубину может быть реализована с помощью стека LIFO или с помощью рекурсивной функции.
```
function
 
DFS
(
v
 
:
 
Node
;
 
depth
 
:
 
Integer
)
 
:
 
Boolean
;

begin

  
if
 
is_goal
(
v
)
 
then

  
begin

    
DFS
 
:=
 
true
;

    
exit
;

  
end
;

  
for
 
next
 
in
 
successors
(
v
)
 
do

    
if
 
DFS
(
next
,
 
depth
 
+
 
1
)
 
then

    
begin

      
DFS
 
:=
 
true
;

      
exit
;

    
end
;

  
DFS
 
:=
 
false
;

end
;

```

### Поиск с ограничением глубины
Поиск с ограничением глубины (depth-limited search, DLS) — вариант поиска в глубину, в котором применяется заранее определённый предел глубины l, что позволяет решить проблему бесконечного пути.
Поиск с ограничением глубины не является полным, так как при l < d цель не будет найдена, и не является оптимальным при l > d. Его временная сложность равна O(bl), а пространственная сложность — O(b·l).
Поиск с ограничением глубины применяется в алгоритме поиска с итеративным углублением.
```
function
 
DLS
(
v
 
:
 
Node
;
 
depth
,
 
limit
 
:
 
Integer
)
 
:
 
Boolean
;

begin

  
if
 
(
depth
 
<
 
limit
)
 
then

  
begin

    
if
 
is_goal
(
v
)
 
then

    
begin

      
DLS
 
:=
 
true
;

      
exit
;

    
end
;

    
for
 
next
 
in
 
successors
(
v
)
 
do

    
begin

      
if
 
DLS
(
next
,
 
depth
 
+
 
1
,
 
limit
)
 
then

      
begin

        
DLS
 
:=
 
true
;

        
exit
;

      
end
;

    
end
;

  
end
;

  
DLS
 
:=
 
false
;

end
;

```

### Поиск в глубину с итеративным углублением
Поиск в глубину с итеративным углублением (iterative-deepening depth-first search, IDDFS, DFID) — стратегия, которая позволяет найти наилучший предел глубины поиска DLS. Это достигается путём пошагового увеличения предела l до тех пор, пока не будет найдена цель.
В поиске с итеративным углублением сочетаются преимущества поиска в глубину (пространственная сложность O(b·l)) и поиска в ширину (полнота и оптимальность при конечном b и неотрицательных весах рёбер).
Хотя в поиске с итеративным углублением одни и те же состояния формируются несколько раз, большинство узлов находится на нижнем уровне дерева поиска, поэтому затратами времени на повторное развёртывание узлов обычно можно пренебречь. Временная сложность алгоритма имеет порядок O(bl).
```
function
 
IDDFS
(
v
 
:
 
Node
)
 
:
 
Integer
;

var

  
lim
:
 
Integer
;

begin

  
lim
 
:=
 
0
;

  
while
 
not
 
DLS
(
v
,
 
0
,
 
lim
)
 
do

    
lim
 
:=
 
lim
 
+
 
1
;

  
IDDFS
 
:=
 
lim
;

end
;

```

### Двунаправленный поиск
Двунаправленный поиск (bidirectional search) в ширину (или глубину) — усложнённый алгоритм поиска в ширину (или глубину), идея которого заключается в том, что можно одновременно проводить два поиска (в прямом направлении, от начального состояния, и в обратном направлении, от цели), останавливаясь после того, как два процесса поиска встретятся на середине.
Двунаправленный поиск может быть основан на стратегии итеративного углубления. Одна итерация включает в себя поиск на глубину k в прямом направлении и два поиска на глубину k и k + 1 в обратном направлении. Так как в памяти хранятся только состояния, найденные прямым поиском на глубине k, пространственная сложность поиска определяется как O(bd/2). Проверка принадлежности узла, найденного обратным поиском, к периферии дерева прямого поиска может быть выполнена за постоянное время, поэтому временная сложность двунаправленного поиска определяется как O(bd/2).